# فيلكس الرابع
البابا القديس فيلكس الرابع (باللاتينية: Felix IV) هو بابا الكنيسة الكاثوليكية بين عامي 526 و530م.
ترجع أصول فيلكس الرابع إلى منطقة سامنيوم، وكان أبوه يدعى كاستوريوس (باللاتينية: Castorius). عقب خلو منصب البابا لشهرين إثر وفاة البابا يوحنا الأول في أسر ملك القوط الشرقيين ثيودوريك العظيم، أذعن رجال الكنيسة الكاثوليكية لمطالب الملك واختاروا الكاردينال فيلكس ـ الذي كان مرضيًا عنه من جانب الملك ـ بابا للكنيسة.
أثناء حبرية فيلكس الأول، صدر مرسوم إمبراطوري يعطي الحق للبابا في نظر القضايا التي يُختصَم فيها رجال الكنيسة.